# Політ вигнанців
«Політ вигнанців» (англ. Flight of Exiles) — дитячий науково-фантастичний роман американського письменника Бена Бови, опублікований у 1972 році.

## Видання
Роман вперше опублікований у 1972 році в США, а п’ять років по тому — в Італії. У 1980 році увійшов до збірки «Трилогія вигнанців», що містить усі три романи циклу вигнанців: романи «Вигнанці з Землі» (1971), «Політ вигнанців» та «Завершення вигнання» (1975).

## Сюжет
|                               | Корабель не мав назви. Люди на борту просто назвали його «корабель». Спочатку це був величезний супутник, що обертався навколо Землі, невеликий мегаполіс у космосі, який щільно прилягав до материнської планети. Тоді він був перетворений у в’язницю для тисяч найвидатніших вчених світу та їх сімей, а тепер це був космічний корабель, який безшумно подорожував до потрійної зоряної системи Альфа Центавра. |
| — Ben Bova, Flight of Exiles. | |

У XXII столітті світовий уряд вирішив заслати деякі категорії вчених на орбітальну станцію, щоб не порушувати тонкий соціальний баланс на перенаселеній Землі прогресивними ідеями. За ініціативою ув’язнених орбітальна станція перетворюється на космічний корабель поколінь і запускається до Альфа Центаври в пошуках нової планети, де можна жити вільно. П'ятдесят років потому космічний корабель наблизився до місця призначення, але зношений і зазнає постійних збоїв: з невідомих причин спалахнула, яка знищила крило космічного корабля та забрала щонайменше п'ятдесят жертв пасажирів у сплячому стані.
Батько Ларрі та Дена гине на стовпі; без матері, вони ніколи не знали своїх батьків, які спали кріогенним сном, коли були ще маленькими. Ларрі і Дена виховували доктор Лорінг, талановитий астроном, та його дружина; ставши дорослими, вони обоє закохані в свою зведену сестру Валері, яка відповідає взаємністю Ларрі, але була заручена з Деном. Шлюби на кораблі вирішуються комп’ютерами на основі євгенічних оцінок. Очікується, що Ден незабаром візьме на себе командування кораблем, призначений по ротації найнадійнішим молодим членам екіпажу, але шок від смерті батька ставить під сумнів це призначення.
Валері переконує Ларрі скористатися госпіталізацією Дена, щоб запропонувати себе президентом; призначення дозволило б двом скористатися прерогативами, наданими капітану корабля, і мати можливість одружитися, незважаючи на євгенічні норми. Рада приймає кандидатуру Ларрі та призначає його президентом. З цього моменту Ларрі повинен приймати критичні рішення: велика планета Альфа Центавра, яка називається Жовта планета, виявляється непридатною для проживання, і єдина надія на колонізацію — це генетичне втручання, щоб зробити майбутні покоління здатними для життя на планеті. Однак це рішення є болючим, і Ларрі вважає, що краще продовжити подорож до сонячних систем Епсилон Ерідана або Епсилон Індіанця, обидва за 50 років, в надії знайти більш привітну планету; однак критичний стан судна видається несумісним з цим рішенням. Поки батько Валері досліджує дві сонячні системи, Ден спускається на Жовту планету, щоб знайти дейтерій, необхідний генераторам корабля. На планеті лютує шторм, і Дена вважають померлим. Ларрі, хвилюючись за безпеку рятувальників, відмовляє у дозволі на пошук, але наполягання Валері, його друга, переконує змінити Ларрі свою думку. Ден одужав і не приховує своєї неприязні до Ларрі, звинувачує його у тому, що він саботував корабель, хотів його смерті на планеті, планував вкрасти титул президента та його нареченої. Тим часом на доктора Лорінга нападають невідомі та вбивають його. Результати його астрономічних досліджень стираються з комп’ютерної пам’яті. Валері підозрює у вбивстві як Ларрі, який, можливо, хоче приховати будь-які докази непридатності двох сонячних систем, так і Дена, який навпаки здатний захотіти приховати альтернативи колонізації Жовтої планети.
Валері продовжує дослідження свого батька і вигадує пастку проти можливого нападника на астронома: Ларрі вона змушує повірити, що проведені дослідження не залишають надії знайти придатну для життя планету на прийнятних відстанях, а Дену висловлює припущення, що одна з планет в іншій сонячній система, до якої неможливо дістатися, виявилася придатною для життя. Винуватець, за планом Валері, спробує спонукати її замовкнути, при цьому він розкриє себе. План Валері дає очікувані результати: Ден нападає на Валері, щоб змусити її мовчати, і лише своєчасне втручання Ларрі, який знешкоджує колишнього друга, рятує корабель від божевільної спроби Дена знищити його. Валері оголошує про свої відкриття: фактично на п’ятдесятирічній подорожі від Альфи Центавра, в сонячній системі Епсилон Індіанця, виявлена ймовірна для життя планета. Рада вирішує направити космічний корабель до нового місця призначення, але не раніше, ніж завершить необхідний ремонт. Ларрі та Валері вирішують взяти шлюб, а Ден впадає в сон в очікуванні лікування.

## Головні герої
- Ден Кристофер — Оператор групи оборони космічного корабля покоління на шляху до Альфа Центавра і кандидат на посаду командира. Він упевнений, що стрімке загнивання корабля і пожежа, яка спричинила смерть його батька, є наслідком диверсії і ця версія зводить його з розуму.
- Ларрі Бельсен — Молода людина в центрі командування та спостереження. Він приймає командування кораблем як президент після того, як головний кандидат-фаворит, друг Ден, госпіталізований в шоковому стані від смерті свого батька.
- Валері Лорінг — Подруга дитинства Дена і Ларрі, обожнює обох, але закохана в Ларрі,незважаючи на заручини з Деном з євгенічних причин. Вона зможе вийти заміж за Ларрі в силу прерогатив, наданих Президенту.
- Доктор Лорінг — Астроном і батько Валері. Проводить дослідження щодо придатності для життя різних далеких планет, коли їх атакують, при цьому загинули невідомі особи.
- Гвідо Ластелла — Один з астронавті на борту корабля. Його розбудили з кріосона, щоб відправити човник до Жовтої планети.
- Доктор Хсаї — корабельний лікар, якому доводиться мати справу з психологічними проблемами Дена, незважаючи на недостатній рівень знань у цій галузі.